# Болькувский замок
Болькувский замок (пол. Zamek w Bolkowie, нем. Bolkoburg) — замок в городе Болькуве Яворского повята Нижнесилезского воеводства в Польше. Замок расположен на Замковом холме (пол. Wzgórze Zamkowe), высота которого составляет 396 метров над уровнем моря. Со стороны реки Нысы-Шалёной холм обрывается крутым обрывом, а на пологом восточном склоне находится город. Здание замка занимает площадь 7600 м2.

## История

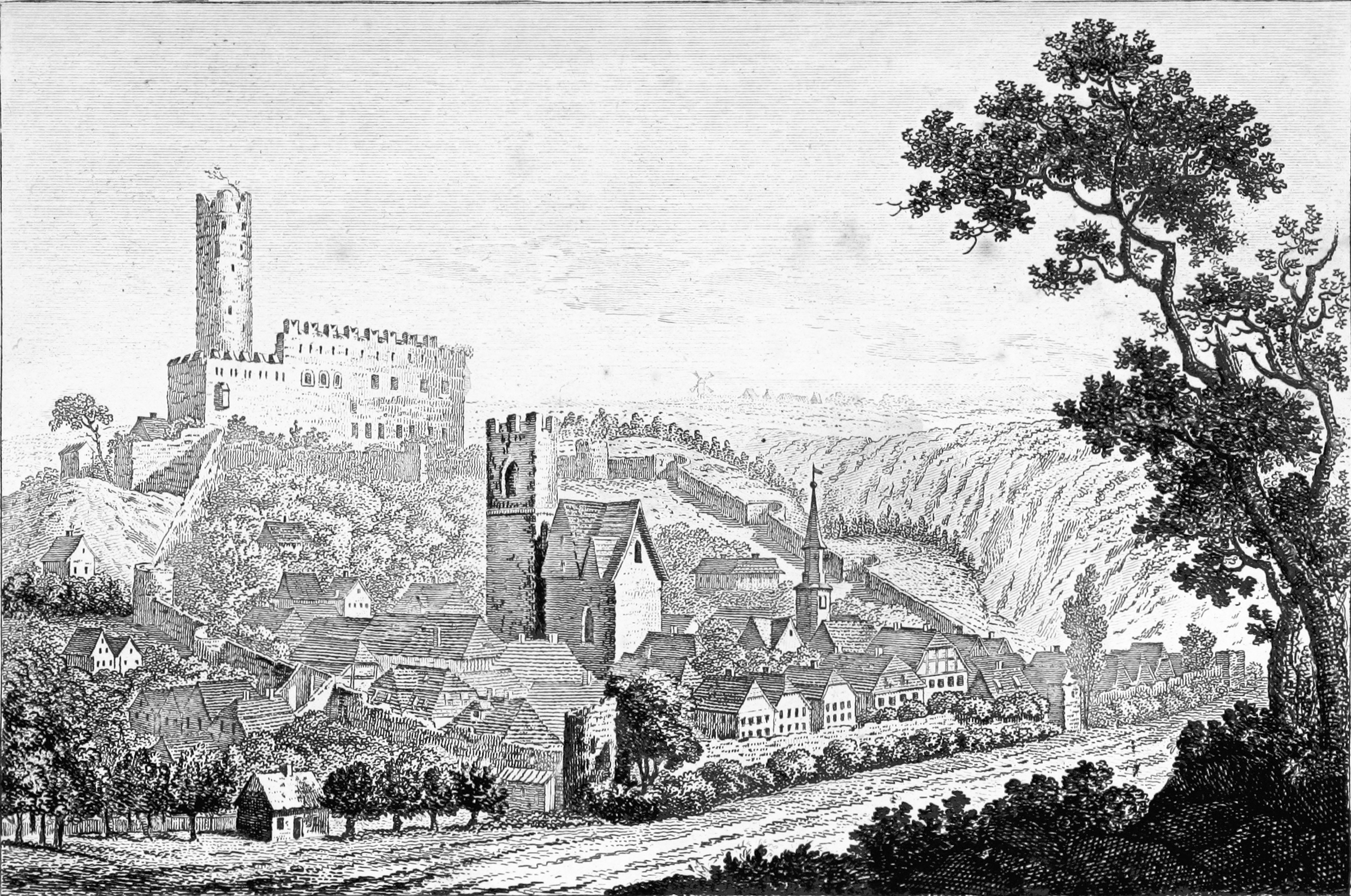
Вид разрушенного замка и городских стен в Болькуве в 1815 году

Первое упоминание о замке датируется 1277 годом. Замок был построен по указанию легницкого князя Болеслава II Лысого, а впоследствии расширен его сыном, свидницко-яворским князем Болеславом I Суровым. Именно по инициативе Болеслава I вырос ряд укреплений для контроля перехода из Чехии в Силезию через Судеты. Это способствовало сохранению независимости Свидницко-Яворского княжества к концу XIV века. В середине XIV века укрепления замка были соединены с оборонительными стенами города. В 1301—1368 годах, во времена правления князей Бернарда Свидницкого и Болеслава II Малого (с 1353 г.) замок был расширен.
Болеслав II был бездетным, поэтому он усыновил дочь своего покойного брата Генрика (1343 г.) Анну и сделал её своей наследницей. 27 мая 1353 года Анна вышла замуж за чешского короля Карла IV. В 1392 году замок перешёл в собственность чешских королей. К этому времени, замок служил сокровищницей. Во время гуситских набегов город был разрушен, но замок не удалось захватить.
В 1463 году чешский король Йиржи из Подебрад передал замок рыцарю Гансу фон Чирнхаузу, прославившийся грабежами его окрестностей. Это стало поводом в 1468 году для вооружённого похода на замок под руководством Гункеля II Свинки, организованный горожанами Вроцлава и Свидницы. В 1491 году замок осаждал чешский король Владислав II Ягеллон. В начале XVI века, благодаря Фердинанду I, замок перешёл в пожизненное владение вроцлавскому епископу. Епископ, по указанию монарха, взялся за перестройку замка. В 1539—1540 годах замок был перестроен под руководством ломбардского архитектора Якуба Парра, в частности построены, окружённые стенами и бастеями, дворы в юго-западной части замка и со стороны города. Эти укрепления были соединены с двумя городскими башнями. Башня получила кренеляж в форме ласточкиных хвостов. После смерти епископа в 1543 году замок перешёл как лен его роду. С 1570 года владельцем замка был Маттиас фон Логау. В 1596 году замок перешёл во владение рода Зедлицев. В 1640 году, во время Тридцатилетней войны, замок находился в осаде. В 1646 году его заняли шведские войска.
В 1703 году, после угасания болькувской ветви рода Зедлицев, замок вместе с городом был продан цистерцианцам из Кшешува. С тех пор замок остаётся нежилым. В 1715 году цистерцианцы осуществили перестройку интерьеров замка. Согласно эдикту 30 октября 1810 года замок перешёл в собственность прусского государства (секуляризация). В это время здание начинает приходить в упадок. В 1813 году, после Наполеоновских войн, в замке останавливались российские солдаты, которые в поисках легендарного золота пытались добраться до подземелья и выкопали дыру у подножия башни. В 1885 году власти разрешили разобрать часть стен, а полученные материалы использовать для ремонта дорог. 10 марта 1913 года бургомистр города Болькува (Фейге) создал региональное общество, целью которого была активизация туристического движения в регионе. Однако начавшаяся война не позволило осуществить план. В 1922 году в замке был восстановлен так называемый «Дом женщин», в его партере был открыт молодёжный туристический приют, а на этаже — краеведческий музей. После прихода к власти Гитлера замок перешёл в собственность государства. Существует предположение, что в замке размещался исследовательский центр, который контролировал окрестные фабрики.
После присоединения города к Польше в замке снова была восстановлена деятельность музея.

## Архитектура
Замок построен из местного камня: зелёного кристаллического диабазальтового сланца, красного сланца, песчаника. В наше время он имеет удлинённую веретеновидную форму.
Наиболее характерным элементом замка является башня с клювом, построенная на скале из зелёного сланца. В нижней части башни находится древнее «голодное» подземелье. В ренессансной части замка (Дом женщин) находится музей.
Замок был построен на нерегулярном плане. Доминирующим элементом была огромная башня (в наше время её высота вместе с аттиком составляет 25 метров, диаметр — 15 метров, толщина стен у основания — 4,5 метра), которая имела заострённую, «капельную», форму, с клювом, направленным в направлении возможной угрозы. К башне вёл подвесной мост, который имел высоту 9 метров и соединял её с жилищно-хозяйственным домом. Рядом с башней в скале была вырезана ёмкость под воду. Башня, здания и внутренний замковый двор по периметру окружали стены с воротами на северо-западе.
Изначально замок был возведён в готическом стиле (XIII век). Он принадлежал к замкам горного типа, использующих в оборонительных целях перепад высот. В XIV веке он был перестроен и соединён с оборонительной системой города. В первой половине XVI века он был в очередной раз расширен и перестроен в ренессансном стиле. Именно в то время появился «Дом женщин», стены увенчанного аттика, стены получили сграффитовые декорации. В то же время возведено второе, внешнее кольцо оборонительных стен, приспособленных к использованию огнестрельного оружия. Главным элементом новой оборонной системы стали бастеи. Внутри укреплений находились три замковых двора: внутренний, внешний (с северной стороны) и большой. Въезд на территорию замка осуществлялся через большую бастею с северо-восточной стороны.

## Музей
Музей в замке был создан в первой половине XX века по инициативе местного общества по опеке над памятниками.
В 1953 году в замке в Доме женщин был открыт филиал Национального музея во Вроцлаве, в то время здесь было 7888 экспонатов. В 1976 году музей стал отделением Регионального музея в Еленей-Гуре. После кражи экспонатов и поджога в 1982 году экспонаты из замка были перевезены во Вроцлав.
В наше время в замке размещается Региональный музей (филиал Карконошского музея), которым занимается общество Рыцарское братство замка Болькув.

## Замок в искусстве
- Замок снят в 11 эпизоде сериала «Ведьмак» производства компании Netflix.

## Галерея

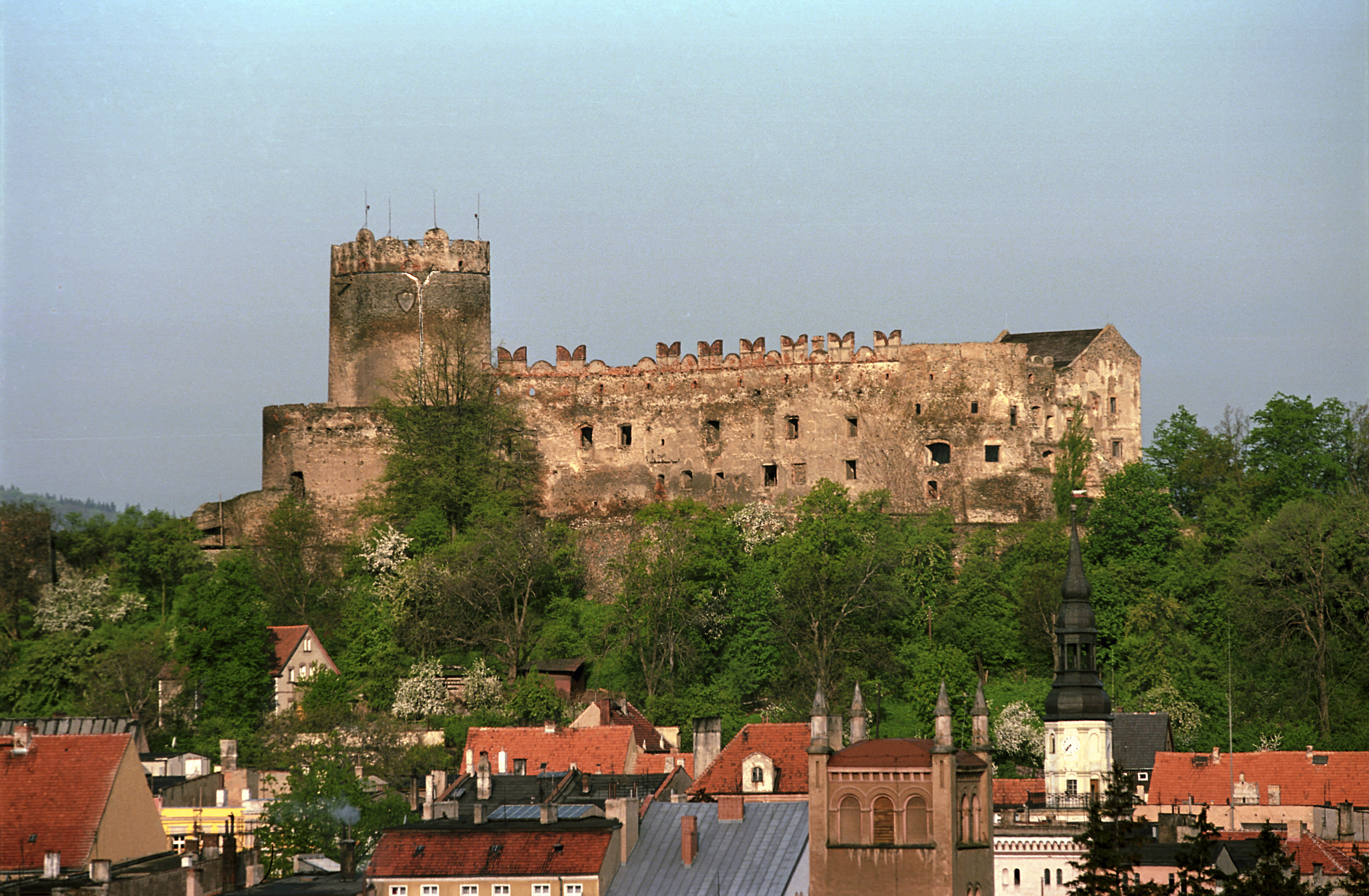
Замок утром
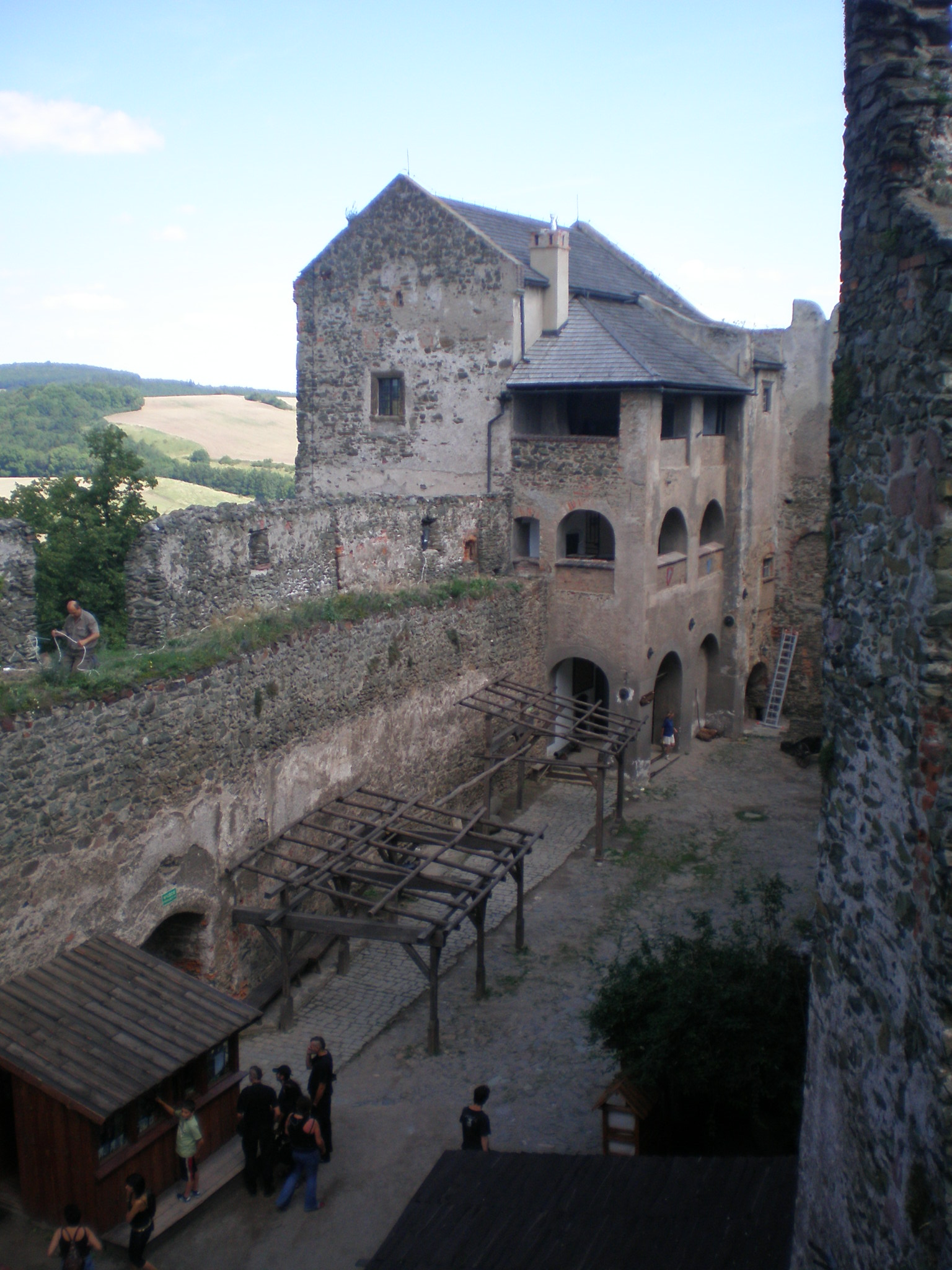
Вид на двор замка
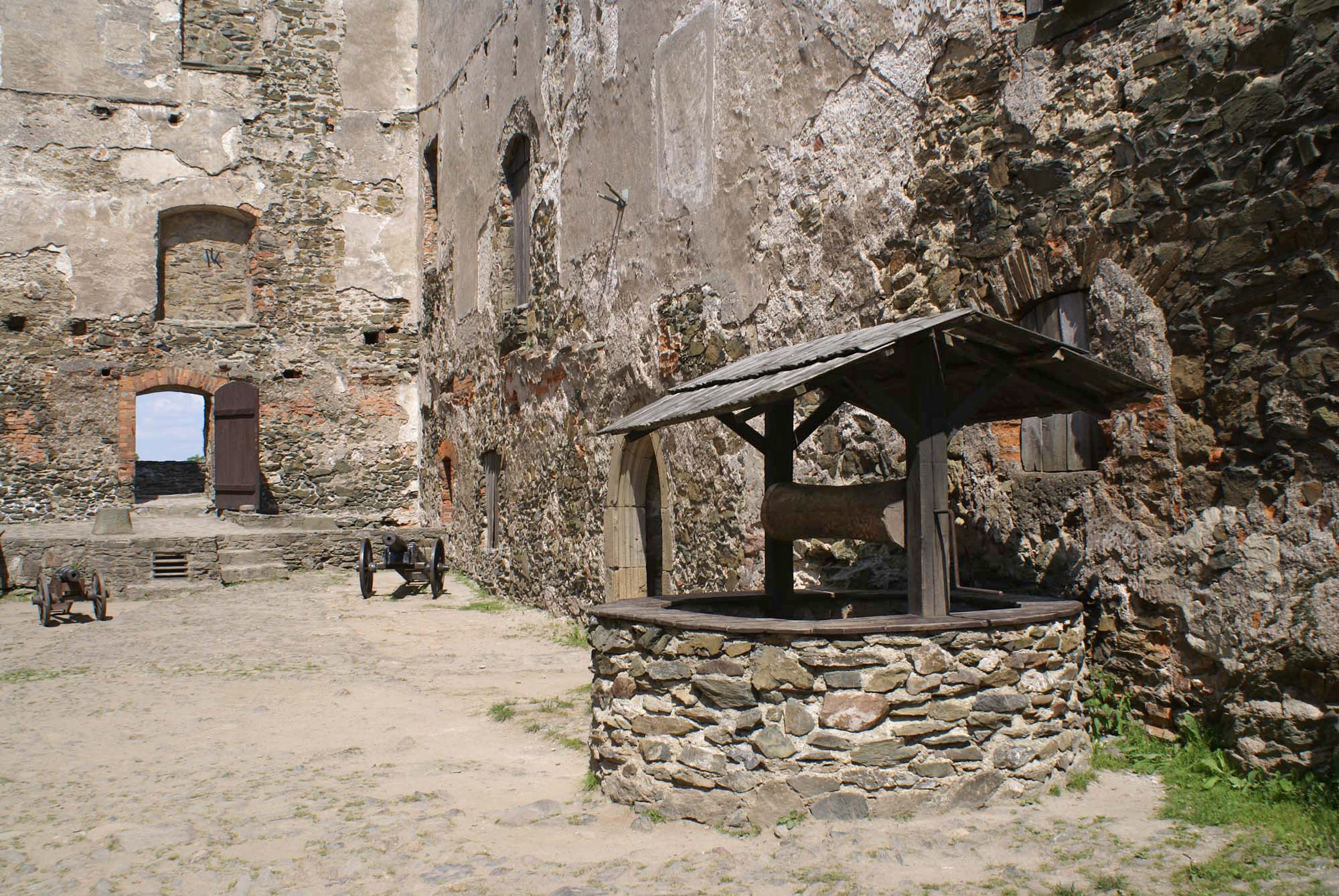
Колодец в замковом дворе
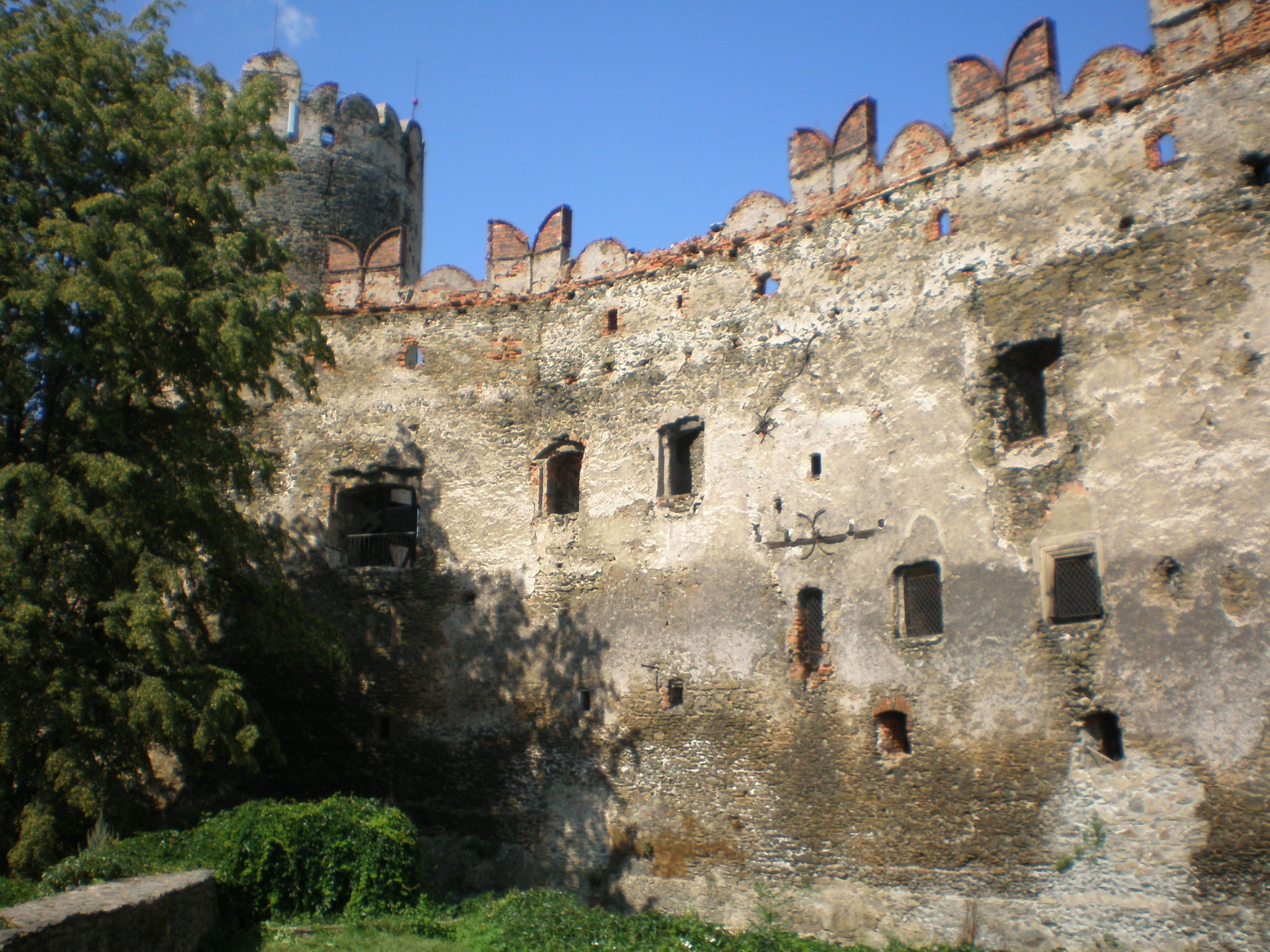
Стены замка
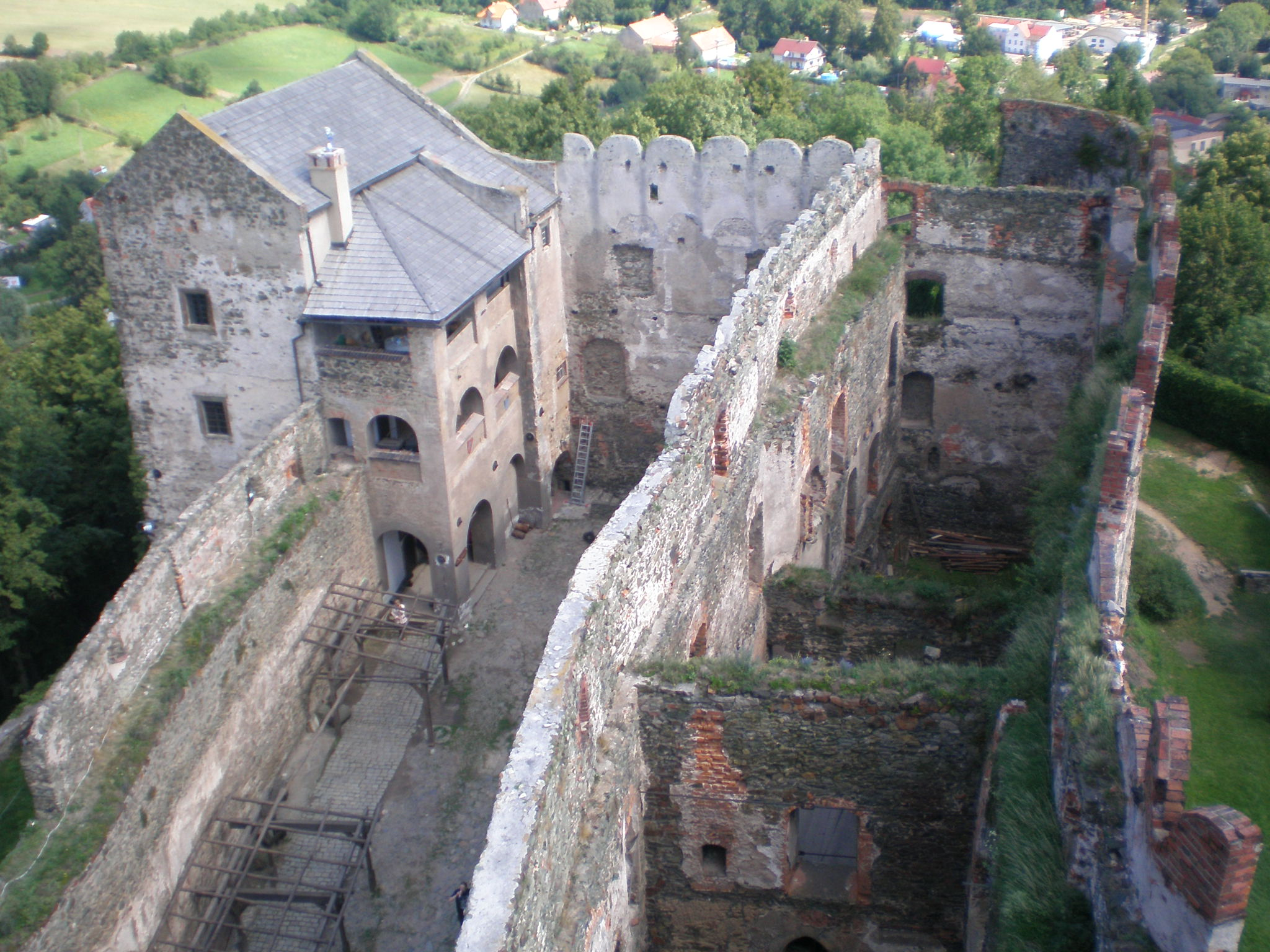
Вид с башни
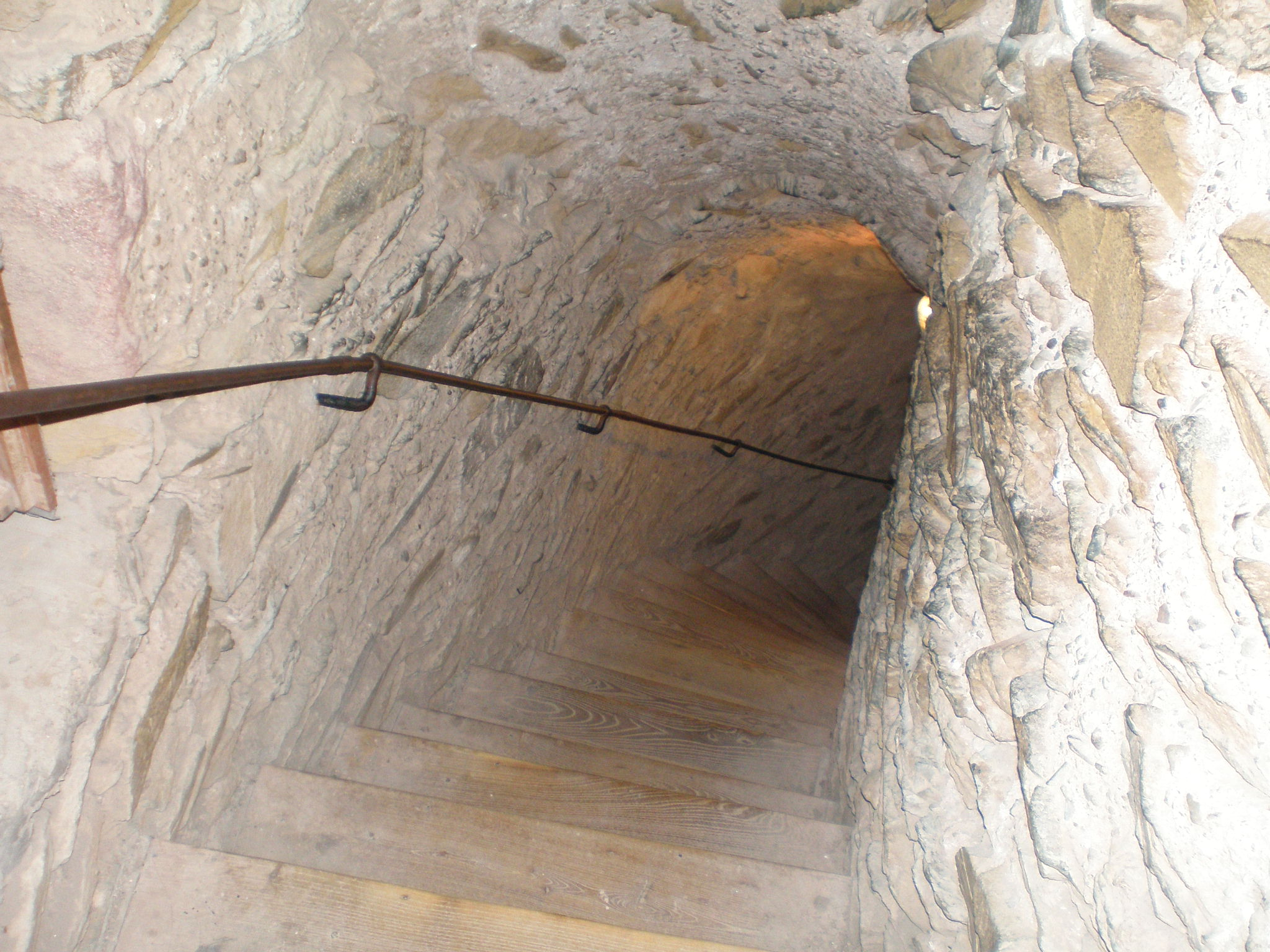
Лестница на башню